# Bernard Golay
Pour les articles homonymes, voir Golay.
Bernard Golay, né le 24 mai 1944 à Hammersmith (Royaume-Uni) et mort le 30 août 2019 dans le 16e arrondissement de Paris, est un journaliste et présentateur français de télévision.
Il est connu notamment pour avoir présenté à partir de 1973 La Une est à vous et Samedi est à vous sur TF1.
L'émission est remplacée, fin 1976, par le programme Restez donc avec nous, présenté par Garcimore et Denise Fabre.

## Biographie
Son père est d'origine suisse et sa mère, Jeanne Leguicher, d'origine canadienne[réf. nécessaire]. Jusqu'à l'âge de 9 ans, il vit en Angleterre, puis il part vivre à Paris. 
Passionné d'aviation, il souhaite devenir pilote professionnel, et obtient à 17 ans un brevet de pilote d'aviation de loisirs.
Préparant une licence de physique, il entre comme standardiste à France Inter pour Inter Service route, puis Roland Dhordain lui fait annoncer à l'antenne la météo et animer des jeux. 
Raymond Marcillac l'embauche à l'ORTF pour tenir le planning de tournage de ses émissions. Satisfait de son travail, il lui propose ensuite de devenir journaliste. Il collabore alors à Sports Dimanche, aux journaux télévisés et assure la centralisation des informations provenant des Jeux olympiques.
En 1973, après un essai, il est engagé par Guy Lux pour présenter La Une est à vous, émission qui rencontre un grand succès d'audience,. Parallèlement, il anime des émissions de jeux et de variétés destinées au Moyen-Orient, présentées en français et en anglais, partant du Liban.
De 1976 à 1981, il anime sur TF1 le jeu policier L'inspecteur mène l'enquête.
En 1980, on a pu le voir tenir le rôle principal du téléfilm La Grêle.
Bernard Golay avait ensuite déserté les écrans, à partir des années 1980, pour se consacrer à la production télé en France et au Liban ainsi qu'aux activités de sa société de communication, BG Presse.
Bernard Golay meurt le 30 août 2019 à Paris 16e d'une leucémie, à l'âge de 75 ans. Il fait don de son corps à la science, puis ses cendres sont déposées au cimetière parisien de Thiais (division 102).

## Principales émissions
- Journaliste sportif pour TF1, Antenne 2, FR3 : Sports Dimanche, Jeux olympiques
- Magazines La Terre, la mer et l'espace, Les Coulisses de l'exploit, etc.)
- Journaliste au Journal télévisé pour TF1, Antenne 2, FR3 
  - Magazines Rendez-vous des grands reporters, Troisième Œil,  D'hier et d'aujourd'hui
  - Service politique étrangère (Irlande, Liban)
- Animateur et producteur pour TF1 (La Une est à vous, L'inspecteur mène l'enquête, Les Après-midi de TF1, La Maison de TF1, Voisin, voisine)
- Producteur et animateur à France Inter (10 heures-11 heures en quotidienne, midi-13 heures en quotidienne, samedi 10 heures-midi)
- Producteur de télévision au Liban (promotion des industries françaises à Beyrouth).

## Filmographie
- La Grêle, téléfilm de Pierre Cavassilas : le commandant